# Gilles Maignan
Gilles Maignan (Argenteuil, 30 luglio 1968) è un ex ciclista su strada francese professionista dal 1995 al 2002.
Fu due volte consecutive campione francese di ciclismo a cronometro nel 1998 e nel 1999.

## Carriera
Colse i risultati più significativi della carriera nel biennio 1998-1999 soprattutto nelle prove contro il tempo In questi anni vinse due volte i campionati nazionali a cronometro e prese parte ai campionati del mondo della specialità ottenendo talaltro il settimo posto nel 1999.
In questo periodo, e sempre nelle corse a cronometro fu secondo nel 1998 alla Chrono des Herbiers ed al Grand Prix des Nations, e secondo alla Chrono des Herbiers ed al Duo Normand (assieme ad Artūras Kasputis) nel 1999.
Le sue caratteristiche gli permisero di raggiungere anche alcuni buoni risultati nelle classifiche generali di brevi corse a tappe fra cui i podi al Circuit de la Sarthe 1999 e al Circuit des Mines 2000, e soprattutto la vittoria al Tour Down Under 2000 davanti a Stuart O'Grady e Steffen Wesemann.

## Palmarès
- 1990 (Dilettanti, una vittoria)

Souvenir Louison Bobet
- 1991 (Dilettanti, una vittoria)

Parigi-Auxerre
- 1993 (Dilettanti, una vittoria)

La Tramontane
- 1994 (Dilettanti, una vittoria)

1ª tappa Tour de Valence
- 1998 (Mutuelle de Seine-et-Marne, due vittorie)

2ª tappa Tour du Limousin (Aubusson > Vassivière)
Campionati francesi, Prova a Cronometro
- 1999 (Mutuelle de Seine-et-Marne, quattro  vittorie)

4ª tappa, 1ª semitappa Circuit de la Sarthe
3ª tappa Circuit des Mines (Saint-Avold > Bouzonville)
5ª tappa Grand Prix du Midi Libre (Béziers > Sète/Mont Saint Clai)
Campionati francesi, Prova a Cronometro
- 2000 (Ag2r-La Mondiale, due vittorie)

4ª tappa Tour du Poitou-Charentes et de la Vienne (cronometro)
Classifica generale Tour Down Under
- 2001 (Ag2r-La Mondiale, una vittoria)

À travers le Morbihan

## Piazzamenti

### Grandi giri
- Tour de France

1997: ritirato (alla 14ª tappa)
1999: 82º
2000: 81º
2001: 121º

### Competizioni mondiali
- Campionati del mondo

Valkembourg 1998 - Cronometro: 27º
Verona - In linea: ritirato
Verona - Cronometro: 7º